# Perixerus
Perixerus is een geslacht van rechtvleugeligen uit de familie veldsprinkhanen (Acrididae). De wetenschappelijke naam van dit geslacht is voor het eerst geldig gepubliceerd in 1873 door Gerstaecker.

## Soorten
Het geslacht Perixerus  is monotypisch en omvat slechts de volgende soort:
- Perixerus squamipennis (Gerstaecker, 1873)